# 장말손 초상
장말손 초상(張末孫 肖像)은 대한민국 경상북도 영주시에 있는 조선시대의 초상화이다. 1969년 2월 19일 대한민국의 보물 제502호로 지정되었다.

## 개요
장말손초상(張末孫肖像)은 조선시대 문신인 장말손을 그린 초상화로, 크기는 가로 107cm, 세로 171cm이다. 장말손(1431∼1486)은 세조∼성종 때의 문신으로, 이시애의 난(1467)을 평정하는데 공을 세워 적개공신이 되었는데 이 그림은 그 후에 그려진 것으로 보인다.
그림은 3폭으로 연결되었는데, 얼굴부위가 들어있는 가운데 폭과 양어깨를 표현한 2개의 폭이 이어져 있다. 의자에 앉은 전신상으로, 얼굴을 살색으로 칠한 후 갈색으로 윤곽을 잡았으나 선의 짙음과 흐림이 없는 옛 기법을 사용하였다. 입술은 붉은 기가 돌고 눈매의 표정이 살아있으며, 전체적으로 가라앉은 느낌을 준다.
목 위로 바짝 올라간 관복, 팔뚝 아래에 있는 의자의 손잡이, 가지런한 두 발, 각진 옷의 윤곽선, 금실로 공작을 수 놓은 흉배에서는 조선 전기의 화풍을 엿볼 수 있다. 또한 머리에 쓴 사모의 꼬리가 잠자리 날개 모양에 수평으로 퍼져 있고, 오른쪽을 바라보고 있는 자세, 몸의 풍채가 과장되지 않고 옷자락이 벌려져 있는 점은 조선 중기의 특징으로 볼 수 있다.
이 초상화는 흉배의 공작모양에서 장말손이 연복군으로 봉해진 성종 13년(1482) 이후에 그려진 것으로 보인다. 이 그림은 조선 전기의 초상화가 몇점 전하지 않는 현실에 비추어 볼 때 초상화 연구에 주목할 만한 가치가 있는 공신도라 할 수 있다.

## 같이 보기
- 장말손

## 참고 자료
- 장말손 초상 - 국가유산청 국가유산포털